# ONE (MiChiの曲)
「ONE」（ワン）は、MiChiの8枚目のシングル。

## 解説
- 「ONE」は松澤友和との共作曲。元々は2010年に制作され、アルバム用にあたためていた楽曲だったが、東日本大震災の直後に、自身がプライベートで撮影した風景写真をつなぎ合わせて制作した映像をウェブ上に公開し、話題を集めた。人と人とのつながりを大切さを伝える歌詞となっている。シングルのリリース決定後に撮影された同曲のPVは、沖縄にある大石林山で撮影が行われた。
- 「DON'T DREAM IT'S OVER」はクラウデッド・ハウスの同名曲をカバー。

## 収録曲
（全作詞：MiChi／作曲：Tomokazu Matsuzawa／編曲：T.O.M MadNesS（特記以外））
1. ONE
  - 作曲：Tomokazu Matsuzawa、MiChi
  - ABCマートCMソング
2. LiFE CLOCK
3. DON'T DREAM IT'S OVER
  - 作詞・作曲：Neil Finn
4. YEAH YEAH YEAH!!!（REMIX）